# Poxcautla
Poxcautla är en ort i Mexiko.   Den ligger i kommunen Tequila och delstaten Veracruz, i den sydöstra delen av landet, 240 km öster om huvudstaden Mexico City. Poxcautla ligger 1 094 meter över havet och antalet invånare är 726.
Terrängen runt Poxcautla är lite bergig. Runt Poxcautla är det ganska tätbefolkat, med 155 invånare per kvadratkilometer. Närmaste större samhälle är Córdoba, 16,6 km norr om Poxcautla. I omgivningarna runt Poxcautla växer i huvudsak städsegrön lövskog.